# Frontó d'Almussafes
El Frontó d'Almussafes és una instal·lació esportiva del municipi d'Almussafes. Des de l'any 2018, el frontó està dedicat a José Ventura Salvador, pioner de la pilota valenciana a la localitat.

## Galeria

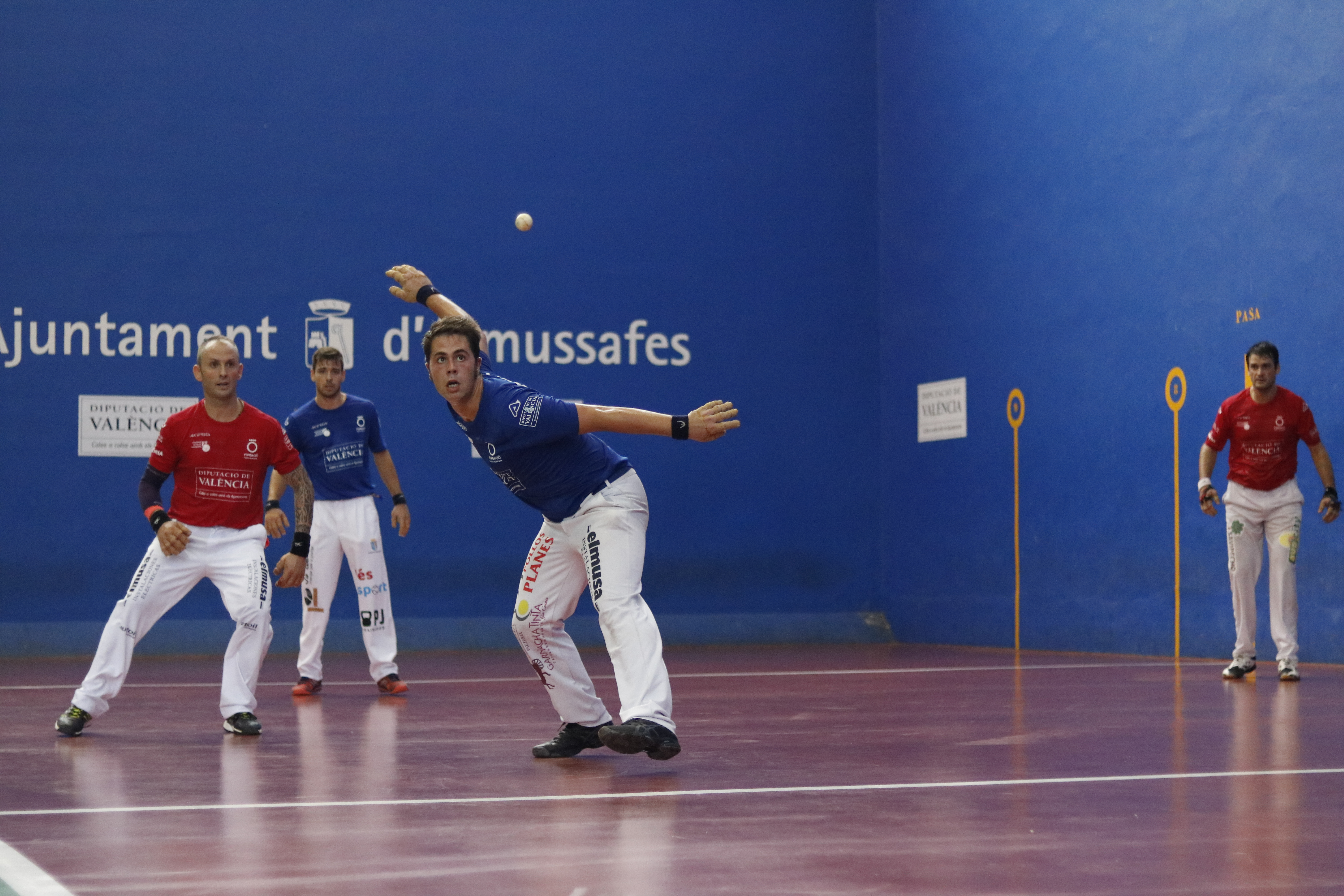
Partida corresponent a la final del XIII trofeu Diputació de València de frontó.
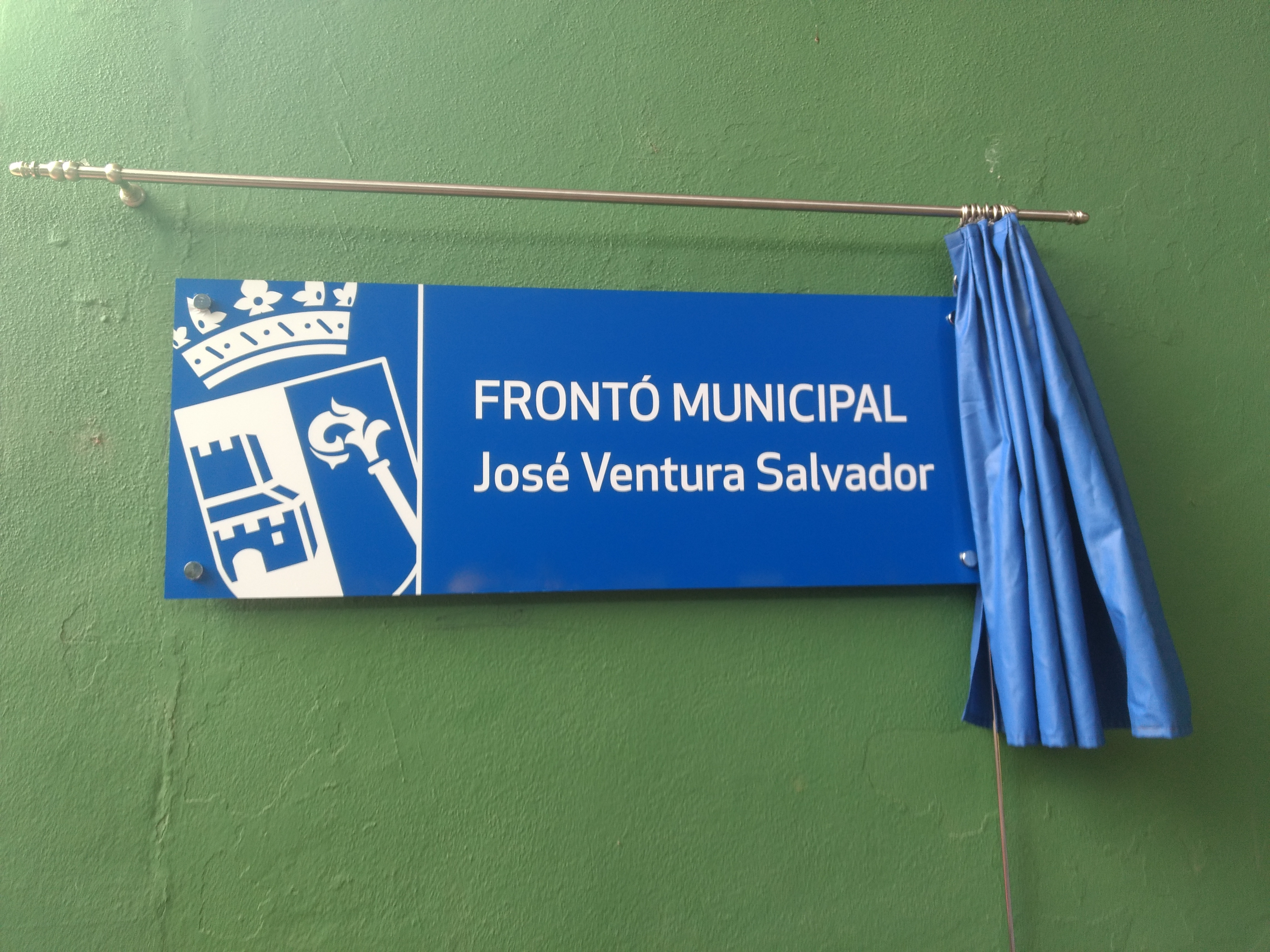
Placa en homenatge a José Ventura Salvador.
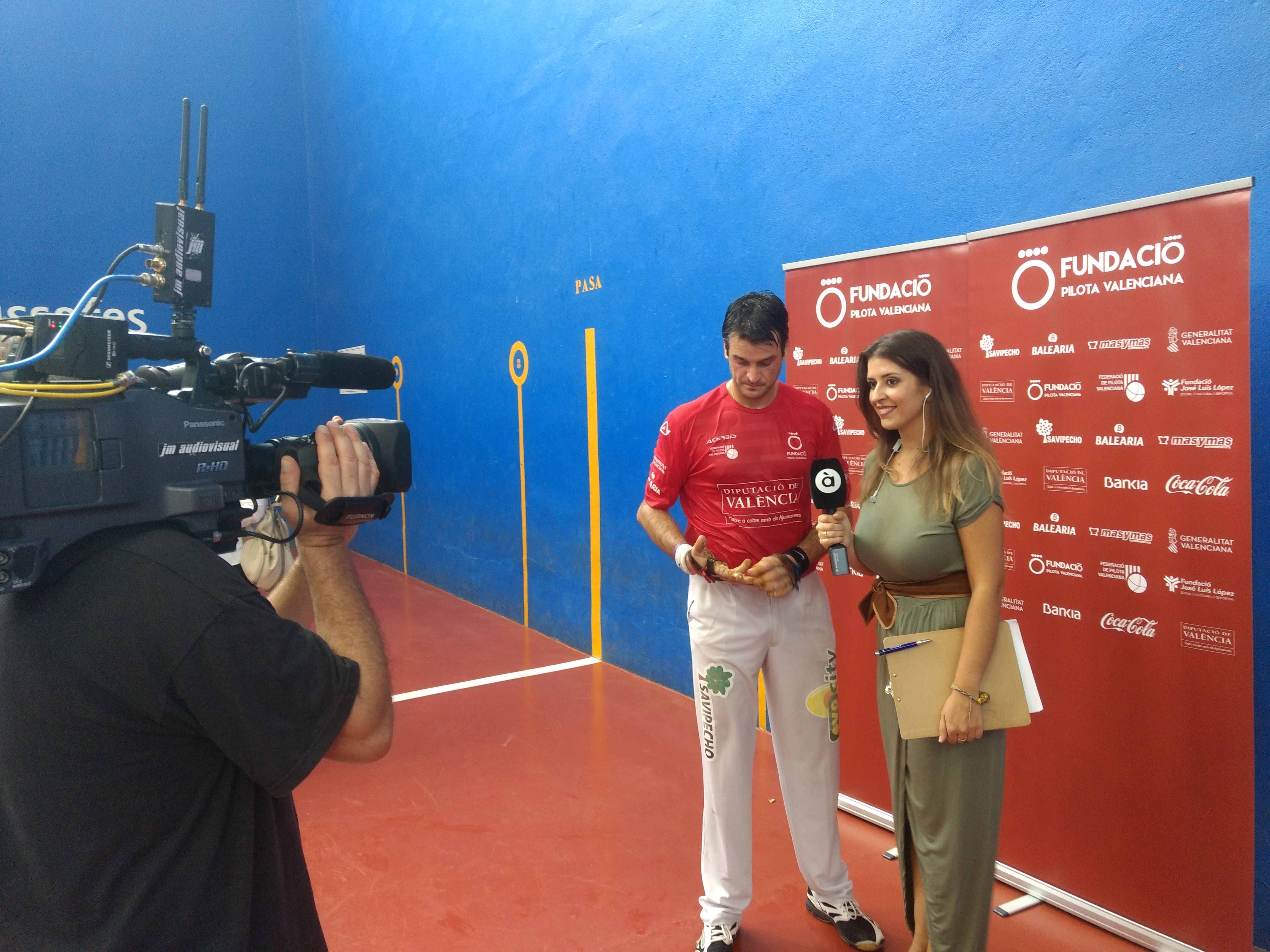
Genovés II abans de ser entrevistat a Va de bo!.